# 光学ガラス
光学ガラス（こうがくガラス）とは、レンズ、プリズムなどのように、光の反射、屈折によって画像を伝送する光学素子の材料となる高い均質度をもったガラスのこと。1609年にイタリアのガリレイが凸、凹両レンズを組み合わせた望遠鏡で天体観測をしている。

## 構造

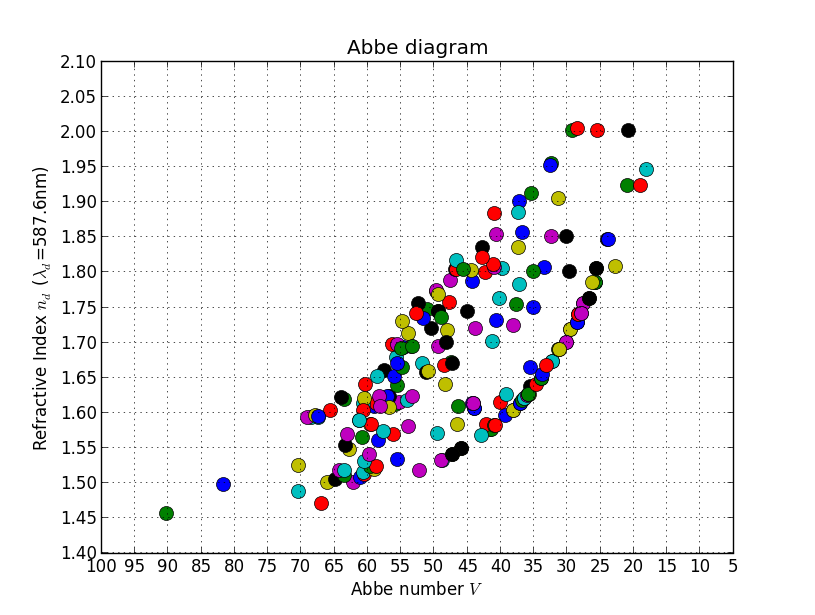
中国の成都光明光電 (CDGM) 社の光学ガラスのラインナップ。横軸にアッベ数（右側ほどアッベ数が小さく高分散）、縦軸に屈折率をとった分布図。各々の点が光学ガラスの品種に対応する。

屈折率 {\displaystyle n_{\mathrm {d} }}（波長587.6ナノメートルに対するもの）とアッベ数 {\displaystyle \nu _{\mathrm {d} }}の二つの光学定数の組合せにより200種以上のガラスがある。1枚の凸レンズでも実像は結ぶが、ガラスの屈折率は光の波長によって変わる（色収差）ために像が明瞭でない。このほか球面収差なども取り除いて像の精度を高めるために、光学定数の異なる凸レンズと凹レンズの複数枚を組み合わせて光学系をつくりあげることが多い。光学系の精度やコストに応じて光学定数の選択肢が増えた結果、光学ガラスの種類が次第に増えて現在に至っている。
古典的な分類によれば、屈折率が比較的低くて分散も低い凸レンズ用のガラス（クラウン系と呼ぶ）と、組成に酸化鉛を含んで高屈折率・高分散の凹レンズ用のガラス（フリント系と呼ぶ）になるが、その後、有害で比重の大きいな鉛の代わりに酸化チタンを使用したチタン系フリント、低分散ガラスでありながら高い屈折率を有するバリウム系クラウンやランタン系クラウン、さらに部分分散の異なるリン酸塩系、フッ化物系、弗リン酸系などが新たに開発されている。
1950年代-1970年代にかけてはランタン系クラウンの発展型として酸化トリウムを添加した高屈折ガラスも使用された。
光学ガラスは典型的な多品種少量生産品である。種類ごとにるつぼで溶融し、高い均質性を得るために攪拌（かくはん）をする。るつぼ材は耐火粘土または白金で、焙焼（ばいしょう）炉のほか高周波炉も使われる。生産量が多い場合には連続生産も行われる。